# Имипрамин
Имипраминът е трицикличен антидепресант, използван за лечението на депресия и енуреза.

## Описание
Имипраминът инхибира обратното поемане на невротрансмитерните моноамини, което подобрява настроението, повишава когнитивните способности и намалява чувството на меланхолия. Открит е през 1951 г. Употребата му е свързана с редица странични ефекти като сухота в устата, сърдечносъдови проблеми, гадене, запек, повишаване на телесната маса и други. Лесно прониква през кръвно-мозъчната бариера и се натрупва в мозъка, бъбреците и черния дроб. Високите концентрации, които достига, са причина за неговата токсичност.
Понякога се използва в ниски дози и при множествена склероза за облекчаване на болка.